# Olympische Sommerspiele 2024/Teilnehmer (Nordmazedonien)
| Gelbes Symbol für Goldmedaillen mit stilisierten Olympischen Ringen | Graues Symbol für Silbermedaillen mit stilisierten Olympischen Ringen | Braundes Symbol für Bronzemedaillen mit stilisierten Olympischen Ringen |
| ------------------------------------------------------------------- | --------------------------------------------------------------------- | ----------------------------------------------------------------------- |
| —                                                                   | —                                                                     | —                                                                       |

Nordmazedonien nahm an den Olympischen Spielen 2024 vom 26. Juli bis zum 11. August 2024 in Paris mit 6 Athleten (4 Männer und 2 Frauen) teil. Es war die insgesamt achte Teilnahme an Olympischen Sommerspielen.

## Teilnehmer nach Sportarten

### Judo
Edi Šerifovski erhielt eine Wildcard für den Wettbewerb im Halbmittelgewicht der Männer.
| Athleten       | Wettbewerb       | 1. Runde | 1. Runde | 2. Runde    | 2. Runde | Achtelfinale  | Achtelfinale  | Viertelfinale | Viertelfinale | Halbfinale / Trostrunde | Halbfinale / Trostrunde | Finale / Platz 3 | Finale / Platz 3 | Rang |
| Athleten       | Wettbewerb       | Gegner   | Ergebnis | Gegner      | Ergebnis | Gegner        | Ergebnis      | Gegner        | Ergebnis      | Gegner                  | Ergebnis                | Gegner           | Ergebnis         | Rang |
| -------------- | ---------------- | -------- | -------- | ----------- | -------- | ------------- | ------------- | ------------- | ------------- | ----------------------- | ----------------------- | ---------------- | ---------------- | ---- |
| Männer         |                  |          |          |             |          |               |               |               |               |                         |                         |                  |                  |      |
| Edi Šerifovski | Klasse bis 81 kg | Freilos  | Freilos  | G. Schimidt | 0s1:11   | ausgeschieden | ausgeschieden | ausgeschieden | ausgeschieden | ausgeschieden           | ausgeschieden           | ausgeschieden    | ausgeschieden    | 17   |

### Leichtathletik
Kein nordmazedonischer Leichtathlet konnte die Olympianormen des Weltverbandes erreichen. Über den Universalstartplatz durfte Dario Ivanovski am Marathon der Männer teilnehmen.
Laufen und Gehen
| Athleten        | Wettbewerb | Vorlauf | Vorlauf | Halbfinale | Halbfinale | Finale    | Finale | Rang |
| Athleten        | Wettbewerb | Zeit    | Rang    | Zeit       | Rang       | Zeit      | Rang   | Rang |
| --------------- | ---------- | ------- | ------- | ---------- | ---------- | --------- | ------ | ---- |
| Männer          |            |         |         |            |            |           |        |      |
| Dario Ivanovski | Marathon   | —       | —       | —          | —          | 2:28:15 h | 69     | 69   |

### Ringen

#### Freier Stil
Legende: G = Gewonnen, V = Verloren, S = Schultersieg
| Athleten        | Wettbewerb       | Achtelfinale | Achtelfinale | Viertelfinale | Viertelfinale | Halbfinale    | Halbfinale    | Hoffnungsrunde Halbfinale | Hoffnungsrunde Halbfinale | Hoffnungsrunde Finale | Hoffnungsrunde Finale | Finale        | Finale        | Rang |
| Athleten        | Wettbewerb       | Gegner       | Ergebnis     | Gegner        | Ergebnis      | Gegner        | Ergebnis      | Gegner                    | Ergebnis                  | Gegner                | Ergebnis              | Gegner        | Ergebnis      | Rang |
| --------------- | ---------------- | ------------ | ------------ | ------------- | ------------- | ------------- | ------------- | ------------------------- | ------------------------- | --------------------- | --------------------- | ------------- | ------------- | ---- |
| Männer          |                  |              |              |               |               |               |               |                           |                           |                       |                       |               |               |      |
| Vladimir Egorov | Klasse bis 57 kg | A. Sehrawat  | 0:10         | ausgeschieden | ausgeschieden | ausgeschieden | ausgeschieden | ausgeschieden             | ausgeschieden             | ausgeschieden         | ausgeschieden         | ausgeschieden | ausgeschieden | 15   |

### Schießen
Für den Wettbewerb über 10 Meter mit dem Luftgewehr der Frauen erhielt Nordmazedonien eine Wildcard.
| Athleten             | Wettbewerb      | Qualifikation   | Qualifikation | Finale          | Finale        | Rang |
| Athleten             | Wettbewerb      | Ringe/ Scheiben | Rang          | Ringe/ Scheiben | Rang          | Rang |
| -------------------- | --------------- | --------------- | ------------- | --------------- | ------------- | ---- |
| Frauen               |                 |                 |               |                 |               |      |
| Anastasija Mojsovska | 10 m Luftgewehr | 625,3           | 31            | ausgeschieden   | ausgeschieden | 31   |

### Schwimmen
| Athleten            | Wettbewerb     | Vorlauf     | Vorlauf | Halbfinale | Halbfinale | Finale        | Finale        | Rang |
| Athleten            | Wettbewerb     | Zeit        | Rang    | Zeit       | Rang       | Zeit          | Rang          | Rang |
| ------------------- | -------------- | ----------- | ------- | ---------- | ---------- | ------------- | ------------- | ---- |
| Männer              |                |             |         |            |            |               |               |      |
| Nikola Gjuretanović | 400 m Freistil | 4:05,38 min | 37      | —          | —          | ausgeschieden | ausgeschieden | 37   |

### Taekwondo
Über das afrikanische Qualifikationsturnier in Dakar qualifizierte sich Emmanuella Atora im Federgewicht der Frauen.
| Athleten       | Wettbewerb       | Achtelfinale | Achtelfinale | Viertelfinale | Viertelfinale | Hoffnungsrunde Halbfinale | Hoffnungsrunde Halbfinale | Halbfinale    | Halbfinale    | Hoffnungsrunde Finale | Hoffnungsrunde Finale | Finale        | Finale        | Rang |
| Athleten       | Wettbewerb       | Gegner       | Ergebnis     | Gegner        | Ergebnis      | Gegner                    | Ergebnis                  | Gegner        | Ergebnis      | Gegner                | Ergebnis              | Gegner        | Ergebnis      | Rang |
| -------------- | ---------------- | ------------ | ------------ | ------------- | ------------- | ------------------------- | ------------------------- | ------------- | ------------- | --------------------- | --------------------- | ------------- | ------------- | ---- |
| Frauen         |                  |              |              |               |               |                           |                           |               |               |                       |                       |               |               |      |
| Miljana Reljić | Klasse bis 57 kg | J. Jones     | 2:1          | L. Aoun       | 0:2           | ausgeschieden             | ausgeschieden             | ausgeschieden | ausgeschieden | ausgeschieden         | ausgeschieden         | ausgeschieden | ausgeschieden | 9    |